# 12530 Richardson
A 12530 Richardson (ideiglenes jelöléssel 1998 KO46) a Naprendszer kisbolygóövében található aszteroida. A LINEAR projekt keretében fedezték fel 1998. május 22-én.